# Champions (série télévisée)
Pour les articles homonymes, voir Champions (homonymie).
Champions est une série télévisée américaine en dix épisodes de 22 minutes créée par Mindy Kaling et Charlie Grandy, et diffusée entre le 8 mars, et le 25 mai 2018 sur le réseau NBC.
Au Canada anglophone et en France, la série est diffusée à partir du 12 juin 2018 sur Netflix. Elle reste inédite dans les autres pays francophones.

## Synopsis
Vince, un ancien sportif, vit avec son frère Matthew avec lequel il gère la salle de sport héritée de leur père : Champions. Alors qu'il s'apprête à vendre la salle de sport et déménager, la petite amie de lycée de Vince réapparaît subitement pour lui confier la garde de Michael, le fils qu'il n'a jamais connu, afin qu'il puisse intégrer une école prestigieuse d'art dramatique à New York City. L'arrivée du jeune adolescent à la personnalité étincelante et excentrique bouscule le quotidien de la fratrie et de Michael, qui tentent tant bien que mal de s'adapter à cette nouvelle vie de famille.

## Distribution

### Acteurs principaux
- Anders Holm (VFB : Frederik Haùgness) : Vince Cook
- Andy Favreau (VFB : Sébastien Hébrant) : Matthew Cook
- Mouzam Makkar (VFB : Mélanie Dambermont) : Britney
- Josie Totah (VFB : Émilie Guillaume) : Michael Prashant Patel, fils de Vince
- Fortune Feimster (VFB : Marie-Line Landerwyn) : Ruby, amie d'enfance de Vince et Matthew

### Acteurs récurrents
- Mindy Kaling (VFB : Sophie Landresse) : Priya Patel, mère de Michael
- Yassir Lester (VFB : Yannick Besson) : Shabaz
- Ginger Gonzaga (VFB : Cathy Boquet) : Dana, comptable de la salle
- Robert Costanzo (VFB : Jean-Paul Landresse) : Oncle Bud
- Edgar Blackmon (VFB : Alexandre Crépet) : Dean Pasquesi, doyen de l'école
- Kevin Quinn (en) : Gregg, camarade de Michael
- Jon Rudnitsky (VFB : Maxime Van Santfoort) : Asher, petit-ami de Dana

### Invités
- Hassan Minhaj (en) (VFB : Laurent Bonnet) : Ro, frère de Priya
- Karan Brar (VFB : Thibaut Delmotte) : Arjun
- Carolyn Hennesy (en) : Gayle, mère de Vince et Matthew
- Kether Donohue : Denise
- Aloma Wright : Sœur Timothy

## Production

### Développement
Le 26 janvier 2017, NBC commande un épisode pilote du projet de série de Mindy Kaling et Charlie Grandy.
Le 13 mai 2017, lors des Upfronts, après visionnage du pilote, le réseau NBC commande officiellement la série pour la saison 2017/2018.
Le 9 janvier 2018, lors des TCA, NBC révèle la date de lancement de la série au 8 mars 2018.
Le 29 juin 2018, NBC annule la série.

## Épisodes
1. La Rencontre (Pilot)
2. Ça pourrait presque être vivable (I Think I'm Gonna Tolerate it Here)
3. La Salle rivale (Lumps)
4. Mon oncle, ce héros (My Fair Uncle)
5. Soirée(s) privée(s) (Vincemas)
6. Chère grand-mère (Grandma Dearest)
7. Le Sexe pour les nuls (Matt Bomer Poster)
8. Amour et trahison (Nepotism)
9. La Première (Opening Night)
10. À prendre ou à laisser (Deal or No Deal)

## Réception critique
| Saison | Saison | Critique               | Critique              |
| Saison | Saison | Rotten Tomatoes        | Metacritic            |
| ------ | ------ | ---------------------- | --------------------- |
|        | 1      | 6,23/10 (17 critiques) | 64/100 (13 critiques) |